# Mocoa
Mocoa é um município da Colômbia, localizado no departamento de Putumayo.